# دون مكلينان
دون مكلينان (بالإنجليزية: Don McLennan)‏ هو مخرج أسترالي، ولد في 1950 في أستراليا.

## وصلات خارجية
- دون مكلينان على موقع IMDb (الإنجليزية)
- دون مكلينان على موقع ألو سيني (الفرنسية)
- دون مكلينان على موقع أول موفي (الإنجليزية)
- دون مكلينان على موقع قاعدة بيانات الفيلم (الإنجليزية)
- دون مكلينان على موقع كينوبويسك (الروسية)